# Theridion egyptium
Theridion egyptium là một loài nhện trong họ Theridiidae.
Loài này thuộc chi Theridion. Theridion egyptium được miêu tả năm 2002 bởi Fawzy & El Erksousy.